# زنبق آماسیده
زنبق آماسیده (نام علمی: Iris ventricosa) نام یک گونه از سرده زنبق است.